# Иваншчица
Иваншчица (такође и Иванчица) је највиша планина у Хрватској северно од реке Саве. Налази се у Хрватском загорју. Дуга је око 30 км, широка 9 км, а највиши истоимени врх је висок 1.061 метар.
Иваншчица представља природну баријеру између северног поречја реке Бедње и јужног дела у поречју Крапине. Према грађи и смеру кретања, то је најистичнији огранак Алпи у Хрватској. Потоци Ријека притока Крапине и Златарска Бистрица притока Бедње деле планину на највиши средњи део, запасдни (састоји се од два низа гребена и источни део (најнижи и геолошки најкомликованији).
Три четвртине планине планине (око 150 km²) покривено је шумом. На северној падини доња граница претежно букове шуме налази се на висини од 300 м, а на јужној од 400 м. Јужне падине су обрасле шумом букве, храста, граба, јеле, јавор и клена.
Подручје уз Иваншчицу је било рано насељено. На њеним падинамау периоду од XII—XIV века изграђени су многи средовековни замкови Пусти Лобор, Оштрц, Белец, Миленград, Гребенгред, Готаловац и Бела). На јужним странама планине налазили су се углавном поседи властеле, а на северним црквени. Од XII до прве половине XIV века Белец су поседовали темплари, онда прелази у руке исусоваца од којих вероватно и потиче име Ивашчица. 
На подножју јужне стране успева винова лоза, а нешто ниже пољопривредне културе. Сеоск насеља налазе се углавном на висини од 300—400 метара. На висини изнад 500 метара леже насеља Златарска Жељезница (540 м) и Покојац (520 м).
Планина има мркок угља олигоценске старости код Старог и Новог Голубовца, Зајазде и села Водице. Значајни су и каменоломи код Гаталовца и Лепоглаве (углавном дијабаз, андезит и доломит)